# ユリウス・シャラー
ユリウス・シャラー（Julius Schaller, 1810年7月13日 - 1868年6月21日）はドイツの哲学者。ヘーゲル中央派に属す。ハレ大学教授。
マクデブルク生まれ。ヘーゲル主義的な心理学において功績がある。唯心論な立場から、次第に興隆した唯物論を批判した。主著は「われわれの時代の哲学」。
| スタブアイコン | サブスタブ | この項目は、まだ閲覧者の調べものの参照としては役立たない、人物に関連した書きかけの項目です。この項目を加筆・訂正などしてくださる協力者を求めています（P:人物伝/PJ:人物伝）。 |